# 金枝玉叶 (网络剧)
《金枝玉叶》（英語：Yanxi Palace: Princess Adventures）是2019年中国大陸网络古装剧，故事背景为清朝，为《延禧攻略》番外篇。
于2017年与《延禧攻略》主剧集同步拍摄并杀青，2019年12月31日于Netflix首播，共6集。

## 劇情
《延禧攻略》故事結束後六年，乾隆三十六年，乾隆帝有意將第七女——昭華公主許配給蒙古貴族之一——拉旺多爾濟，不料男方悔婚，本性囂張的昭華公主聽聞後大怒，後已位階皇貴妃的魏瓔珞便教導她該如何挽回局面。
然而在這途中，卻殺出兩個程咬金，一個是想把拉旺多爾濟搶過來的已故和親王弘晝的嫡孫女——思婉格格，一個則是受傅謙唆使，向瓔珞報復的已故忠勇公之「獨子」——福康安。兩人暗地裡互相結盟，搞垮這一切，但殊不知，天道殘忍，福康安在報仇計劃進行得很順利時，才發現自己開始愛上昭華，而讓昭華大受打擊，甚至在紫禁城裡失蹤。
瓔珞得知實情後，就把傅謙抓來，讓他與福康安對質，把二十年前的一段恩怨全盤托出，雖然福康安大受打擊，但為了尋找昭華，根本管不了那麼多。隨後福康安、思婉和拉瓦多爾濟來到已荒廢近四年的承乾宮，發現昭華的蹤影，只是這時的昭華，已經是另一個人的人格，瘋狂地想報復福康安和思婉……

## 主演

### 主要角色
| 演员                | 角色                  | 介绍 | 原音配音 | 粤语配音 |
| 王鹤润              | 昭华公主              | 历史原型：固伦和静公主 乾隆帝第七女，生母魏璎珞，自小送入寿康宫由太后照料。 经常被乾隆、璎珞、五阿哥永琪和繼后（娴妃）提起。 拉旺多尔济之未婚妻，最后與其成亲。 雙眼不能辨別顏色(色盲)，只有瓔珞與其得知 未满十岁，不顾养育之恩，將乳母逐出宫。 十一岁被袁春望虐待，获救后间歇性产生袁春望人格而性情大变。 十二岁，爱宠小狗死了，大发雷霆，把小太监杖责一顿。 第四集，假扮太監和福康安一起出宮，卻不慎跌入福康安設下的陷阱，以至於險些被許多乞丐侮辱，後被福康安及時相救。 |          |          |
| 王一哲 童年：庄则熙 | 富察·福康安           | 历史原型：福康安 御前侍卫 喜塔臘·尔晴与富察·傅謙之子，尔晴对傅恒谎称其父为乾隆。 乾隆恩旨，让其进宫与皇子们一起读书。 和璎珞的长女昭华公主有过一段恋情。 受富察·傅谦教唆入宫对付璎珞两母女，给亲母尔晴报仇。最終得知身世後，憎恨生身父母。 慫恿思婉格格合作，伤害昭华公主。 被装疯卖傻的昭华公主捅了一刀重伤，最后看着其成亲而擦肩而过。 |          |          |
| 王宇威 童年：谢洁贞 | 博尔济吉特·拉旺多尔济 | 历史原型：拉旺多尔济 喀尔喀蒙古贵族首领 成衮扎布之七子，被乾隆帝和令皇貴妃选定为驸马。 昭华公主之未婚夫，最后成亲携手偕老。 昭瑜公主、嘉庆帝之姐夫。 |          |          |
| 许晓诺              | 思婉格格              | 历史原型：和硕和婉公主之女 和硕格格 和亲王弘昼之嫡女，历史原型应为和婉公主之女。 因父親与母亲皆早逝，于是被接入宫中抚养。 喑恋拉旺多尔济，昭华公主之情敌。 被福康安怂恿合作对付昭华公主，不惜犧牲自己的爱猫与侍婢。 最后被装疯卖傻的昭华公主精神虐待逼疯。 |          |          |
| 吴谨言              | 魏璎珞                | 历史原型：孝仪纯皇后魏佳氏 令皇貴妃。統領六宮，為後宮之首。 乾隆帝之後宮嬪妃 七公主，九公主，十五阿哥之生母 珍珠、小全子之主子 參見《延禧攻略》 | 邱秋     | 何璐怡   |
| 聂远                | 爱新觉罗·弘历         | 历史原型：乾隆帝 皇上 魏璎珞、富察容音、 輝發那拉淑慎之夫 七公主，九公主，十五阿哥之父 李玉、德胜之主子 參見《延禧攻略》 | 原音     | 雷霆     |

### 侍卫、太监、宫女
| 演员     | 角色   | 介绍 | 原音配音 | 粤语配音 |
| 不適用   | 王鳳鳴 | 乾清門御前侍衛 僅僅被福康安提起。 與宮女香兒有染，還有了遺腹子。 第二集，根據福康安提及，先前隨乾隆出巡，不料遇上匪寇，護駕身亡，後被追封為巴圖魯，高堂得以贍養。 | 不適用   | 不適用   |
| 张天韵   | 珍珠   | 延禧宫掌事姑姑 令皇贵妃贴身侍婢。 參見《延禧攻略》 | 王玥     |          |
| 郑龙     | 小全子 | 延禧宫首领太监 令皇贵妃贴身太监。 參見《延禧攻略》 | 胡良偉   |          |
| 刘恩尚   | 李玉   | 养心殿总管太监 乾隆帝贴身太监。 參見《延禧攻略》 | 原音     |          |
| 常铖     | 德胜   | 养心殿首领太监 乾隆帝贴身太监。 參見《延禧攻略》 |          |          |
| 徐源     | 尺素   | 延禧宫大宫女 昭华公主贴身侍婢。 |          |          |
| 王陈怡娴 | 丁香   | 和親王王府婢女 思婉格格贴身侍婢，为了陷害昭华公主被思婉格格下药毒死。                                                                                             |          |          |
| 马鑫浩   | 小竹子 | 阿哥所太监 福康安贴身太监。 |          |          |
| 任淇     | 香儿   | 辛者库宫女 因与乾清门侍卫王凤鸣有私情，而私生了孩子，被送到辛者库受罚，受到福康安帮助，离开了皇宫。                                                               |          |          |
| 石玉凤   | 赵管事 | 辛者庫掌事宮女 辛者库嬷嬷。 |          |          |
| 马彦斌   | 宗令   | 宗人府堂官。 |          |          |
| 毛一然   | 宫女   | 小宮女 思婉格格贴身宮女。 |          |          |

### 其他
| 演员            | 角色        | 介绍 | 原音配音 | 粤语配音 |
| 卫延侃          | 富察·傅谦   | 富察府四爷（正史為八爺） 傅恒同父异母的弟弟。 爱慕喜塔臘·尔晴。 实为福康安之生父。 因羡慕傅恒嫡子的身分，拥有好的资源，自己身體虛弱不能學武，自卑的心理产生嫉妒。 尔后怂恿福康安要为傅恒、尔晴报仇。 得知福康安当乾隆的御前侍卫，嘱咐不要忘记亲母尔晴之死，随后要福康安请辞，不许再踏入皇宫半步。 第五集，昭華失蹤，被瓔珞抓進宮對質，還大言不慚地潑罵對方，最後被對方全盤揭露整件事情的真相。 參見《延禧攻略》 |          |          |
| 蘇青            | 喜塔臘·爾晴 | 历史原型：富察夫人（历史上傅恒的妻子姓那拉氏） 喜塔臘·來保嫡孫女 福康安之生母 即使死後二十年，依然讓魏瓔珞怒火難消 參見《延禧攻略》 |          |          |
| 王茂蕾 （聲演） | 袁春望      | 辛者庫太監 因虐待昭华公主被皇上下令處死，昭华公主也因而间歇产生其人格。 參見《延禧攻略》 | 原音     |          |